# Sant Joan Evangelista a Patmos
Sant Joan Evangelista a Patmos és un oli sobre tela de 99 × 131 cm realitzat per Pedro de Orrente cap al 1620, el qual es troba al Museu del Prado (Madrid).

## Context històric i artístic
Les notícies més antigues d'aquest quadre el situen a Sevilla a la col·lecció dels senyors Brau, Antonio i Aniceto, ja que en el seu inventari, confeccionat el 1837, s'hi descriu amb precisió i s'hi assenyala que tenia per company un quadre de Sant Joan Baptista, i que ambdós procedien de la col·lecció del canonge Valcarce de la catedral de Sevilla, a qui van comprar-lo els senyors Brau. Fa només uns quants decennis, el quadre va aparèixer en el mercat d'art i va ésser adquirit pel Museu del Prado, moment des del qual forma part de les seues col·leccions.
En l'extensa producció de Pedro de Orrente, aquest quadre té especial interès pel fet que tradueix en la seua configuració la formació veneciana del pintor, enriquida amb altres components agafats segurament del món llombard, com ha observat Pérez Sánchez, i també, de manera més o menys directa, del caravaggisme romà en associar la seua silueta amb el primer Sant Mateu que Caravaggio va pintar per a la capella Contarelli (destruït el 1945 entre altres obres del Museu de Berlín).

## Descripció
El deute venecià és el més evident, ja que no pot sostreure's del llenguatge descriptiu dels Bassano, amb els quals de Orrente s'havia format. Un cop més, el pintor manifesta un especial gust pel paisatge, descrit detalladament, com si es tractés d'un quadre de gènere, cosa que en aquest cas hi dona un halo misteriós i una mica oníric que recorda Tintoretto en més d'un aspecte. Ací, la natura està servida amb abruptes penyals al costat d'un mar arrissat sota un cel de núvols amenaçadors on no manca una parella d'ocells sobrevolant les aigües i una llunyana embarcació en la línia de l'horitzó.
L'escena assoleix tints visionaris en oferir, a més a més, un cel solcat per potents núvols de vores il·luminades amb la imatge de la Dona sobre la mitja lluna, coronada per dotze estels, tal com Sant Joan la descriu en els seus texts, i és entesa com la prefiguració de la Immaculada Concepció.
A la figura de Sant Joan, en canvi, el pintor ha seguit un registre més naturalista en presentar-lo assegut amb les cames encreuades amb certa desimboltura. S'observarà que per encarnar el deixeble estimat s'ha preferit en aquesta ocasió un personatge vell i barbut, servit amb intensa llum rasant que n'accentua la corporeïtat de la figura i augmenta la profunditat dels plecs del mantell, cosa que els atorga major relleu. Per a concedir un gran protagonisme al paisatge, desplaça l'apòstol cap al costat esquerre de la composició, que subjecta el llibre sobre els genolls, i amb l'àliga emblemàtica a un costat i el tinter sobre la roca.

## Exposicions
- Madrid (1993)[2]